# La Grande Jave

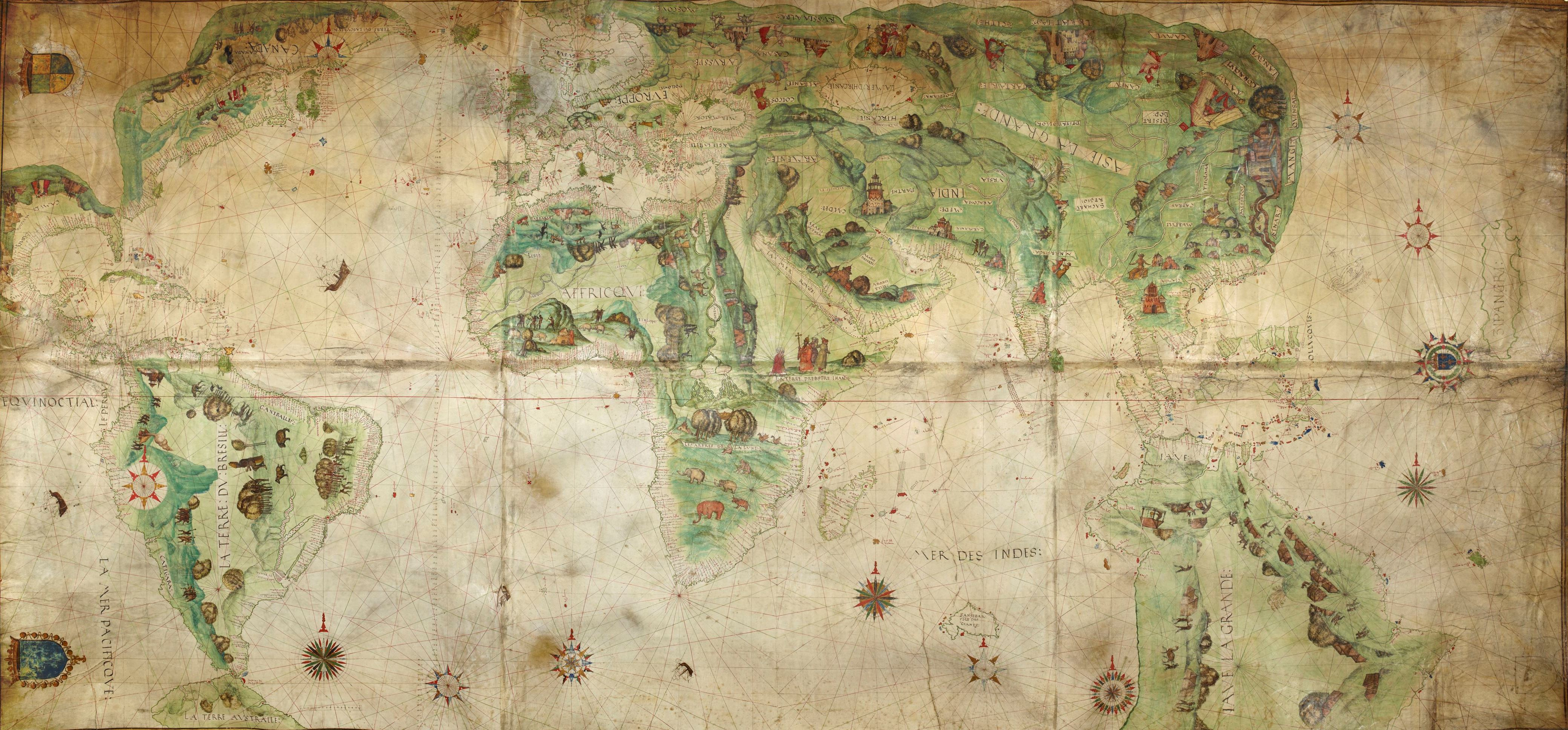
La mappemonde Dauphin (vers 1547) avec représentation de la côte occidentale de l'Australie (La grande Jave). Carte de l'école de cartographie de Dieppe.

La Grande Jave (ou Java Major ou encore Jave la Grande) est une île de grande dimension représentée sur les cartes marines du milieu du XVIe siècle et dont les contours ressemblent à ceux de l'Australie. 

## Localisation de la Grande Jave

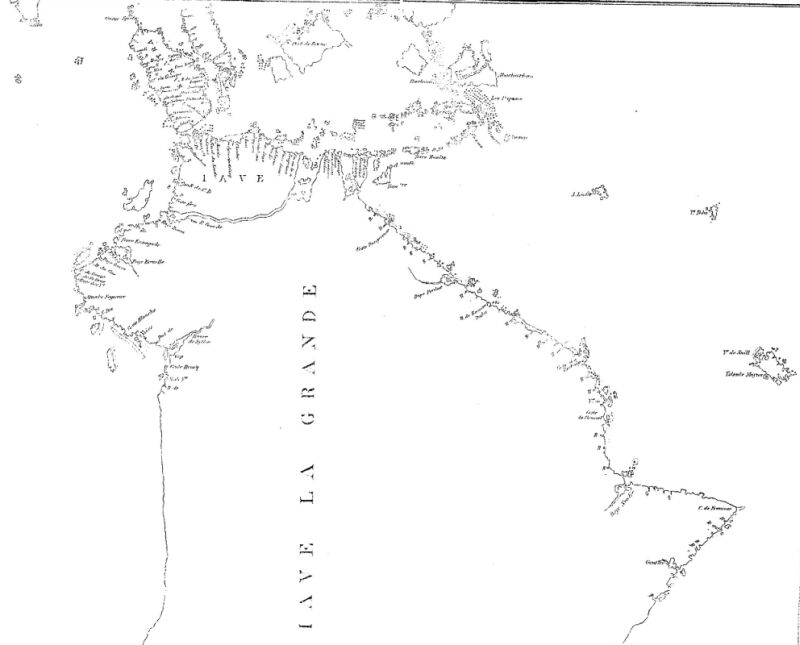
Représentation de la Grande Jave (Australie) au XVIe siècle (en haut à gauche de la carte, indication des îles de Sumatra et Jave (Java)).

Les cartes et portulans du milieu du XVIe siècle indiquaient deux îles dans le sud-est asiatique : une île nommée « Java Minor » (ou « Jave Mineure »)  qui  représentait parfois l’île de Sumatra, mais le plus souvent l'île de Java située au large de la côte méridionale de l’Asie, et une autre île, beaucoup plus grande, Java Major ou (Grande Jave), située à 1300 milles au sud de Java Minor avec, le plus souvent, une extension continentale dénommée la Terra Australis. 
Selon Henry Yule, le rédacteur en chef d'une édition anglaise sur le voyage de Marco Polo, : « Certains géographes et cartographes du XVIe siècle, notamment ceux de l’école de cartographie de Dieppe, ont représenté cette terre située au sud-est de l’île de Java Minor. Ces représentations cartographiques désignent la présence d’un continent ».
Dans la « Cosmographie » de Jean Alfonse (1545), ce dernier  écrivait : « La Grand Jave est un pays qui va aussi loin que sous le pôle antarctique et de la Terre Australle à l'ouest, à la terre du détroit de Magellan, sur la partie Est. Certains disent que c'est îles, mais d'après ce que j'ai vu, elle est un continent [terre ferme]… Ce qui est appelé Jave Mynore est une île, mais la Grande Jave est la terre ferme ». 
La Grande Jave est définie comme une extension du continent de l’Antarctique, ou Terra Australis : « Cette terre de Java touche le détroit de Magellan, à l'ouest, et à l'est de Terra Australis… » .
Apparemment, par référence à  Marco Polo pour qui l’île de Java Major affirme-t-il est la plus grande île du monde, Jean Alfonse donne le nom de « Jave Mynore » à l’île de Java et le nom de la « Grande Jave » pour la terre continentale au sud de la Petite Jave.

## Les cartes marines de l’École de Cartographie de Dieppe
Cette représentation de la Grande Jave date du milieu du XVIe siècle dans les mappemondes de l'école de cartographie de Dieppe, en Normandie. 
Cela se constate précisément dans la carte marine de Jean Rotz qui date de 1542 et représente la terre de Jave.
Jean Alfonse indique également dans sa cosmographie (1545), une carte de La Grande Jave qui ressemble de façon frappante à celle de Jean Rotz.

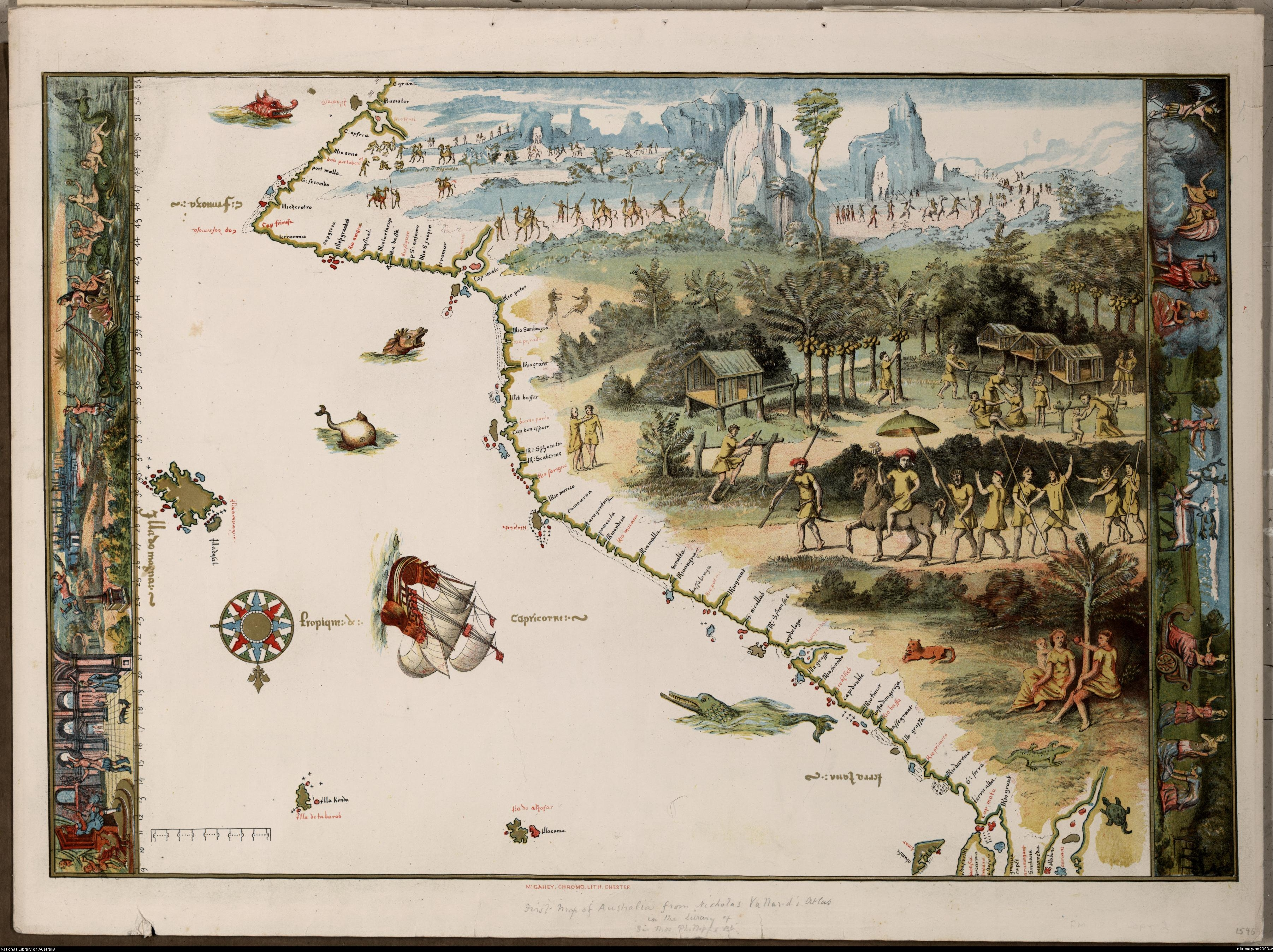
Détails de la carte de la Grande Jave de Nicolas Vallard (1547).

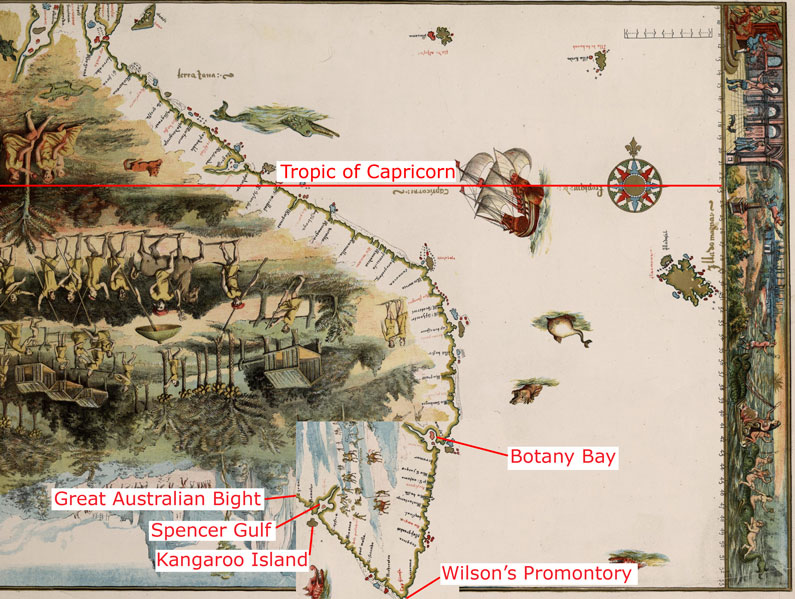
Carte inversée de la Grande Jave de Nicolas Vallard (1547) (avec annotations récentes en anglais).

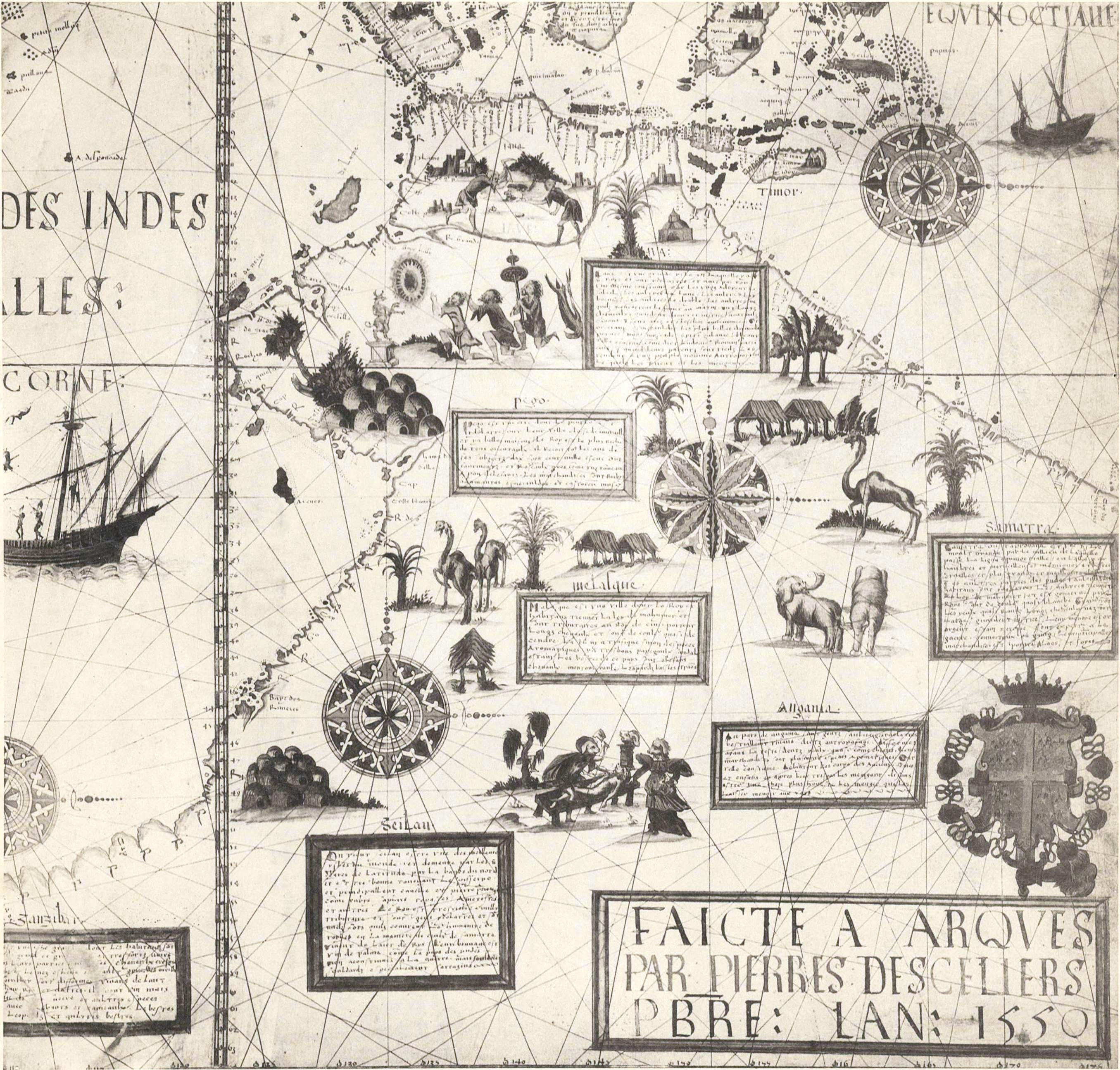
Carte de la Grande Jave de Pierre Desceliers (1550).

La Grande Jave est également représentée dans la mappemonde de Pierre Desceliers, de 1546.
La carte de Nicolas Vallard de 1547 détaille aussi cette nouvelle terre australe. 

Mappemonde de Nicolas Desliens représentant l'Australie (1566).

En 1566, Nicolas Desliens réalise une mappemonde montrant les connaissances de la géographie planétaire en ce milieu du XVIe siècle. La terre australienne est nettement représentée sur la mappemonde inversée de Desliens. 

En 1570, Abraham Ortelius réalise une mappemonde montrant les contours septentrionaux de l'Australie sous le nom de Terra Australis. À cette époque l'hypothèse d'un continent austral unique reliant l'Australie et l'Antarctique était de mise. 

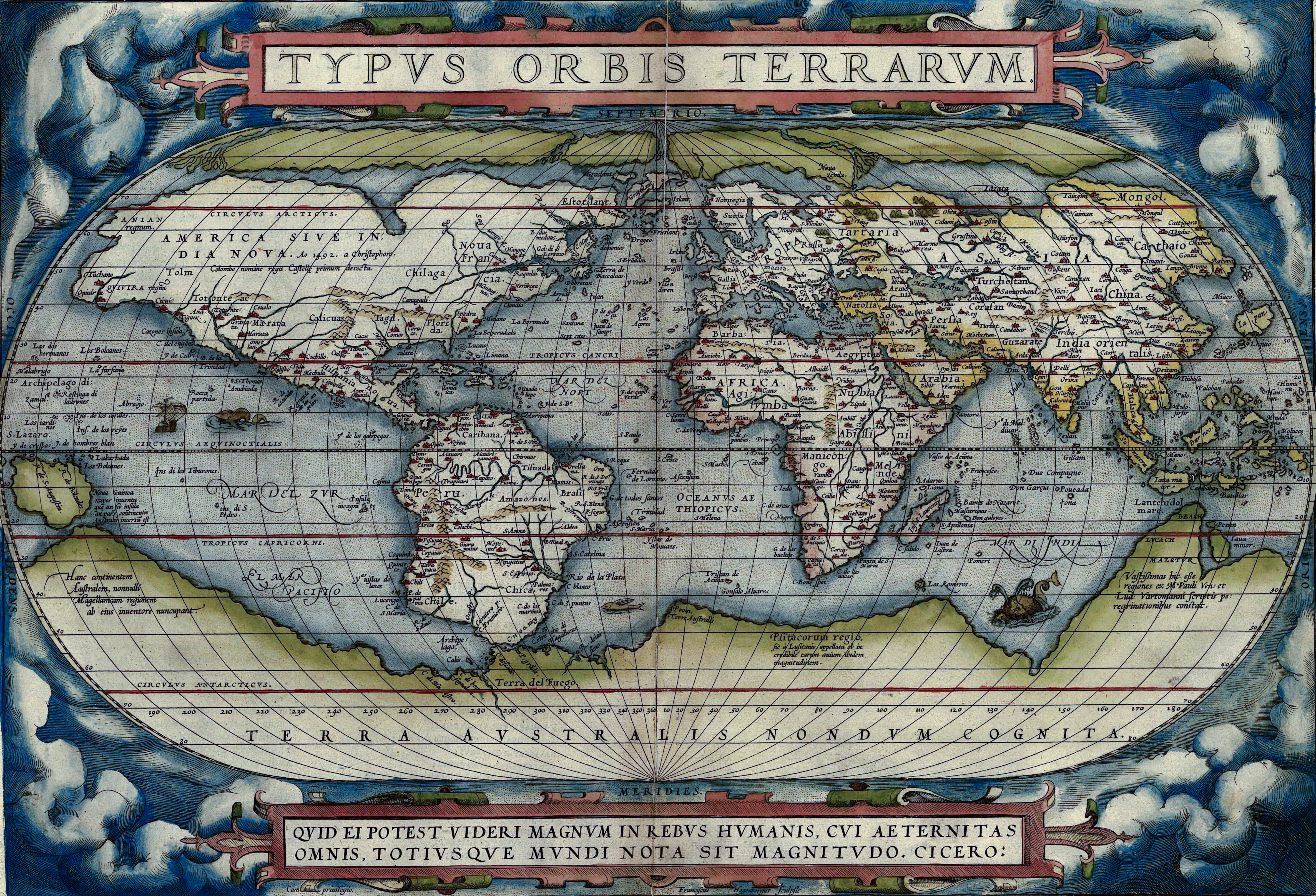
Représentation de l'Australie sur la mappemonde de Abraham Ortelius réalisée en 1570.

Cela témoigne qu'au cours de la première partie du XVIe siècle, le continent australien avait été aperçu, et cartographié avec une certaine précision, bien avant sa découverte officielle par le Hollandais Willem Janszoon en 1606, suivi par le Portugais Luis Váez de Torres en service pour l’Espagne en 1607 et les Hollandais Dirk Hartog en 1616, Jan Carstensz en 1623 et Abel Tasman en 1642, soit bien avant l'Anglais James Cook qui ne cartographia à son tour la côte australienne qu'en 1770.

## La théorie de la découverte de l’Australie par les Portugais

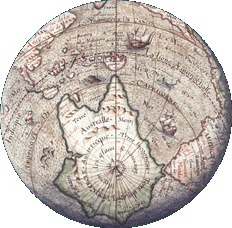
Globe terrestre de Jacques Vau de Claye représentant la « Terre Australle » (1583).

Les cartes réalisées à Dieppe révèlent la collaboration entre les navigateurs portugais et les cartographes de la célèbre école de cartographie de Dieppe, dont certains étaient d’origine portugaise. Les navigateurs et marins portugais naviguaient vers l’Asie du sud-est, jusqu’à Sumatra et vers la Chine. 
Le premier Européen à visiter l'Australie aurait été l’explorateur portugais Cristóvão de Mendonça en 1522. Lors de leurs expéditions maritimes, les Portugais abordèrent les côtes septentrionales de l'Australie. La plupart des cartes de l'école de Dieppe montrent une masse terrestre intitulée « La Grande Jave », entre ce qui est maintenant l'Indonésie et l'Antarctique. Comme les Portugais étaient actifs en Asie du Sud-Est depuis 1511, et à Timor dès 1516, les cartographes de Dieppe ne se sont pas spécialement intéressés à l'Australie, ils se contentèrent de représenter et d’indiquer cette terre avec le plus de précision possible en lui attribuant le nom français de « La Grande Jave ». 
Le premier chercheur à émettre l’hypothèse de la découverte de l’Australie par les marins portugais fut Alexander Dalrymple en 1786, dans une courte note à ses mémoires qui concerne les îles Chagos il décrit ses observations de la « carte Dauphin » qu'il a en sa possession et qui représente la Grande Jave à l'Est des îles Chagos. Dalrymple est suffisamment intrigué pour publier 200 exemplaires de la carte Dauphin. 
Il est un des premiers à avancer la Théorie de la découverte de l'Australie par les Portugais.

## De la Grande Jave à la Nouvelle-Hollande

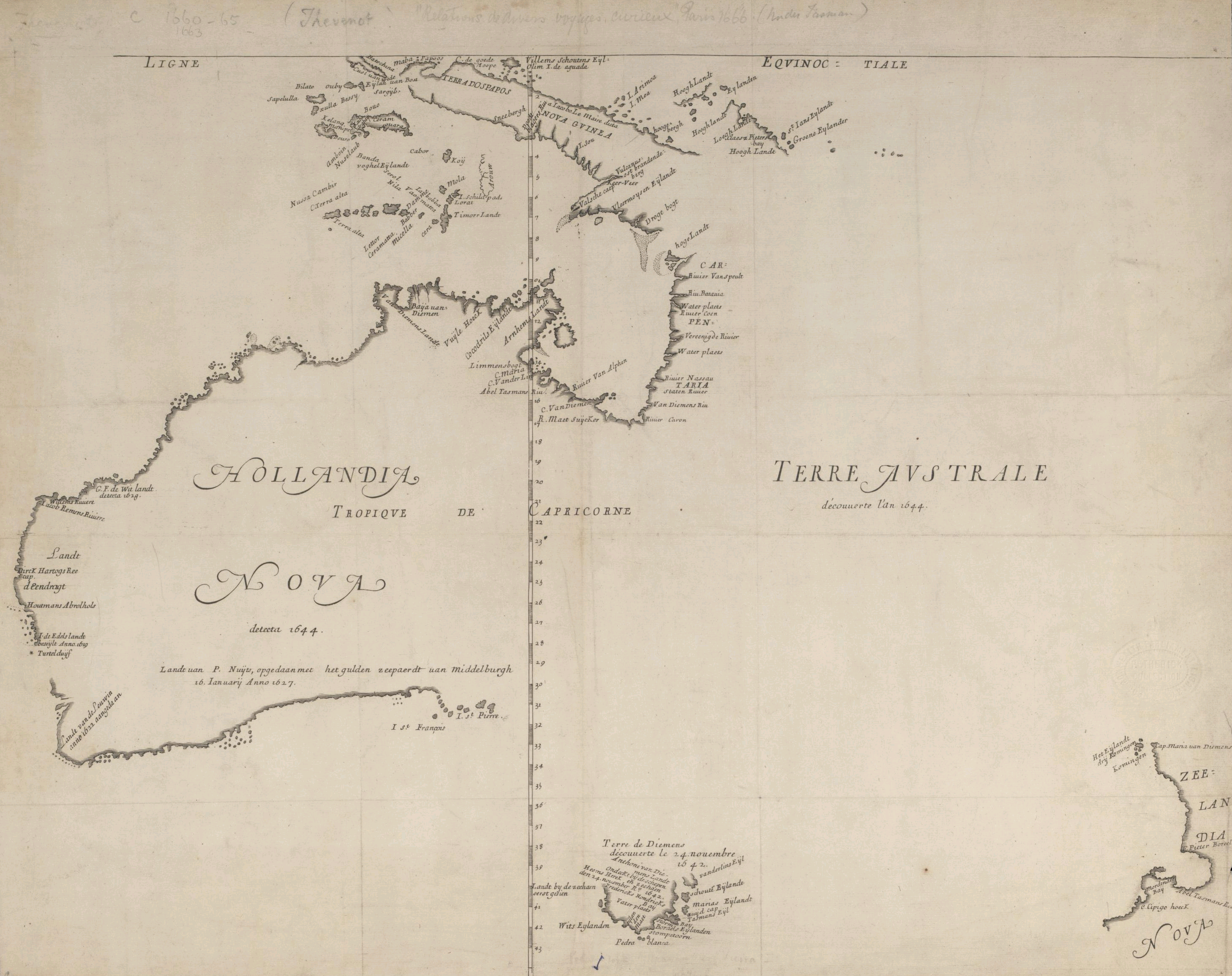
Représentation de la Nova Hollandia (Australie) et d'une partie de la Nouvelle-Zélande en 1644.

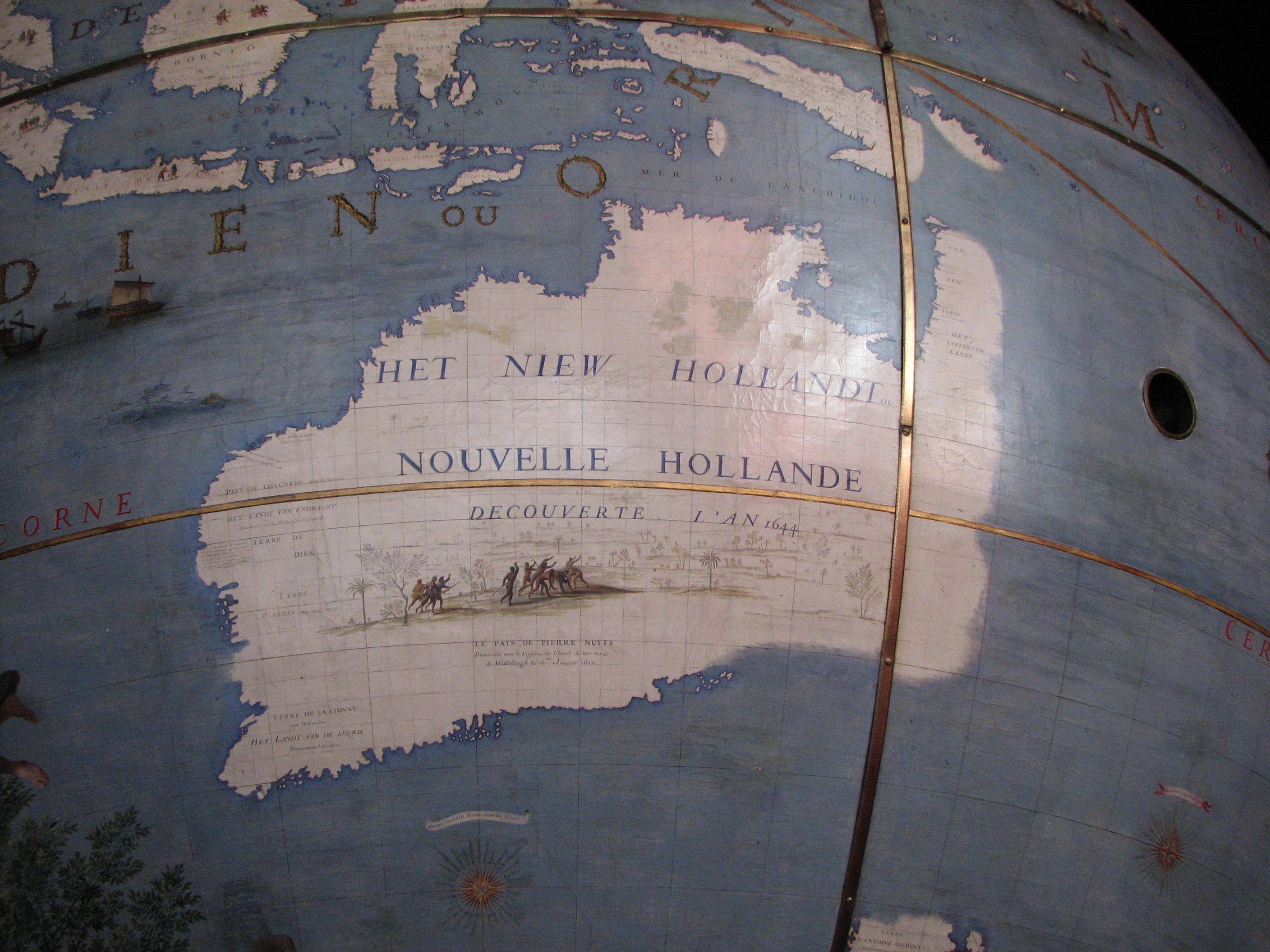
Représentation de l'Australie (Nouvelle-Hollande) sur le globe de Coronelli (1688).

En 1606, les navigateurs hollandais se lancent à leur tour vers l'Océanie. Cette année-là, Willem Janszoon à bord du Duyfken et à la tête d'une douzaine de navires est envoyé à la recherche d'autres terres pour commercer, particulièrement dans la « grande terre de Nouvelle-Guinée et autres terres orientales et méridionales ». Il est le premier Hollandais à poser le pied sur le sol australien. Bientôt, aux Pays-Bas, cette grande terre aux limites encore imprécises est nommée Nieuw Hollandt.
Lors d'un voyage en Océanie en 1642, Abel Tasman longe les côtes d'une île (la Terre de Diemens), qui porte son nom : la Tasmanie, puis celles de la Nouvelle-Zélande. 
En 1644, le cartographe français Melchisedech Thevenot représente les contours partiels de la « Nova Hollandia », de l'île de Tasmanie (île de Diemens) et de la « Nova Zeelandia ».
Vincenzo Coronelli, dans son globe terrestre, réalisé  à Venise en 1688, hésite sur l’emplacement de  la « Java Mineure » de Marco Polo, notant que, selon l'avis de certains, elle pourrait être identifiée à Sumatra, ou à Sumbawa. Le globe terrestre de Coronelli indique par contre la « Niew Hollandt », ou « Nuova Hollandia » ou encore « Nouvelle-Hollande » avec les contours exacts de l'Australie. Il écrit : « Diverses sont les opinions des géographes concernant l'emplacement de la « Giava minore », certains la plaçant sous le tropique du Capricorne, conformément à ce que Marco Polo a écrit dans ses récits ; d'autres estiment qu'elle est l’île de Sumatra que Marco Polo a désignée ainsi, d'autres y voient l'île de Sumbawa. Avec de telles variétés d'opinions, cela ne permet pas d’obtenir une conclusion définitive sur la question, laissant le différend indécis ».